# کاستلوی
کاستلوی (به اسپانیایی: Castellví de la Marca) یک منطقهٔ مسکونی در اسپانیا است که در آلت پندس واقع شده‌است. کاستلوی ۲۸٫۴ کیلومتر مربع مساحت دارد.